# Escut de Sant Pere Sallavinera
L'escut oficial de Sant Pere Sallavinera té el següent blasonament:
Escut caironat: de gules, 2 claus passades en sautor amb les dents a dalt i mirant cap enfora, la d'or en banda per damunt de la d'argent en barra, acompanyades al cap d'una cérvola passant d'argent. Per timbre una corona mural de poble.

## Història
Va ser aprovat el 14 de maig de 1985 i publicat al DOGC el 17 de juliol del mateix any amb el número 563.
Les claus de sant Pere són l'atribut del patró de la localitat. La cérvola d'argent sobre camper de gules prové de les armes dels Boixadors, senyors del poble.